# 外語教学与研究出版社
外語教学与研究出版社（がいごきょうがくよけんきゅうしゅっぱんしゃ、略称外研社）は、1979年に設立された、北京外国語大学の直属の出版社である。傘下に10の支社と12の独立法人企業がある。「与」は「と」「および」を意味する。

## 基礎データ
- 類型：大学出版社
- 設立：1979年8月28日

## 社屋
外語教学与研究出版社の社屋（外語教學與研究出版社辦公樓）は、北京市により1990年代北京十大建築の一つに選定された。